# Ottavio Missoni
Ottavio Missoni (Ragusa, 11 febbraio 1921 – Sumirago, 9 maggio 2013) è stato uno stilista, ostacolista e velocista italiano.
Nella propria carriera sportiva ha collezionato sette titoli nazionali assoluti di atletica leggera e una partecipazione ai Giochi olimpici nel 1948, oltre a diversi campionati nazionali nella categoria master.
Fondatore, con la moglie Rosita Jelmini, della casa di moda Missoni, con la sua creatività ha dato vita ad intuizioni che hanno segnato i tempi, dalla prima sfilata happening del 1968 alla piscina Solari di Milano al patchwork, fino al recente concetto di zigzagging.
Sua nipote è l'attrice Jennifer Missoni.

## Biografia

### L'infanzia in Dalmazia
Nato nel 1921 a Ragusa, da padre di origine giuliana (l'omo de mar Vittorio Missoni, capitano, figlio di un magistrato) e madre dalmata (Teresa de' Vidovich, di antica e nobile famiglia di Sebenico), si trasferisce all'età di sei anni a Zara, dove trascorre la giovinezza fino al 1941.

### La carriera sportiva

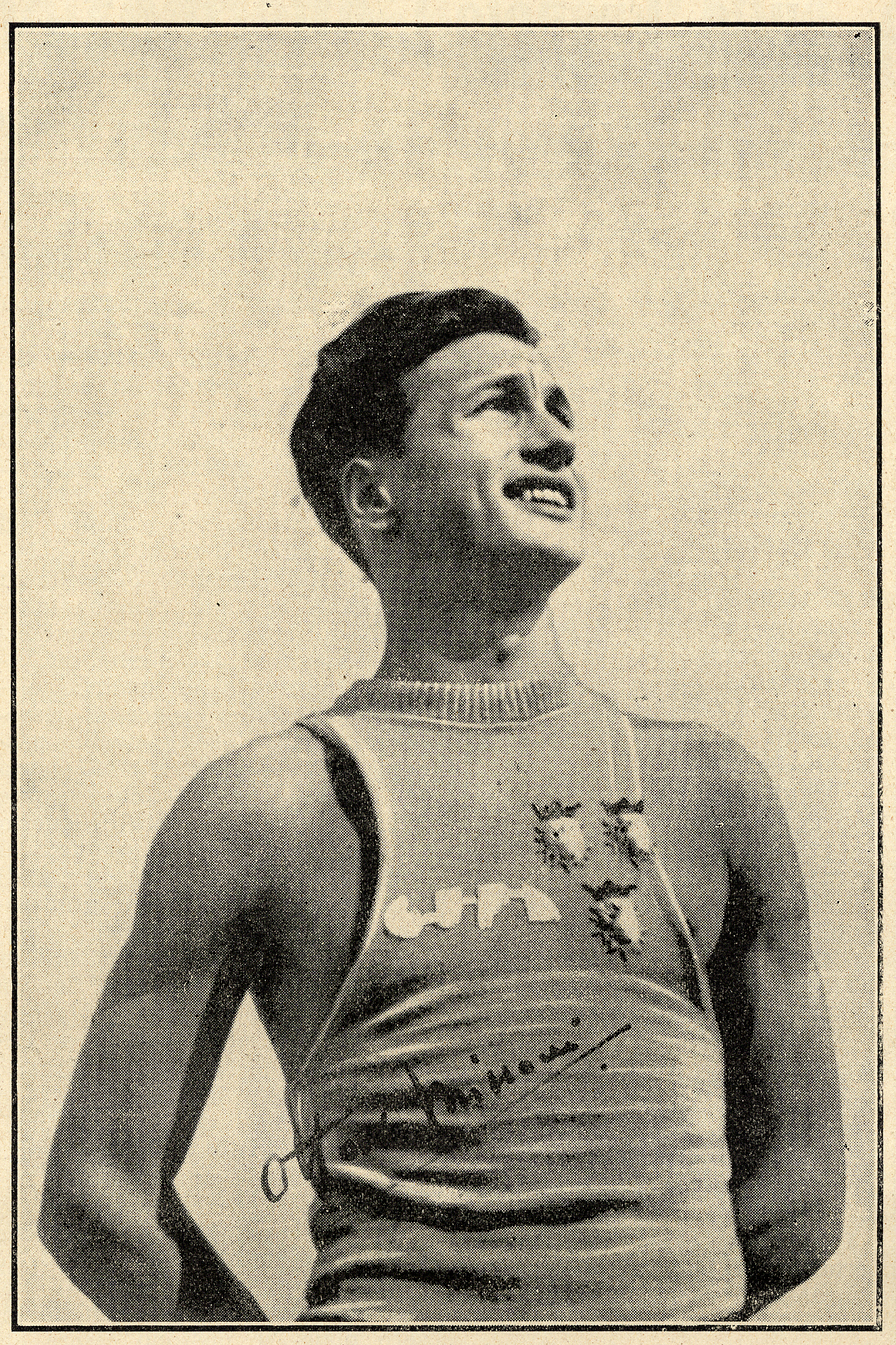
Ottavio Missoni negli anni quaranta.

Divide il suo tempo tra lo studio e l'atletica leggera, gareggiando con la società Ginnastica Zara. Inizia l'attività agonistica dedicandosi alla specialità dei 400 metri piani, per poi passare negli anni successivi ai 400 metri ostacoli. Nel 1937 veste per la prima volta la maglia azzurra.
Nel 1938 partecipa ai Campionati europei sui 400 m, venendo eliminato in batteria, e nel 1939 diviene campione mondiale studentesco a Vienna. Dopo il secondo conflitto mondiale partecipa ai Giochi olimpici di Londra 1948, classificandosi al sesto posto nella finale dei 400 m ostacoli e correndo come secondo frazionista nelle batterie della staffetta 4×400 metri. In quell'occasione conosce la connazionale Rosita, che diventerà sua moglie.
Nel 1950 partecipa agli Europei di Bruxelles concludendo al 4º posto la gara dei 400 m ostacoli. In carriera ha conquistato sette titoli nazionali, di cui uno nei 400 m piani (1939), tre nei 400 m ostacoli (1941, 1947, 1948) e tre nella staffetta 4×400 metri (1950, 1951, 1952).
Verso i 50 anni ha ripreso l'attività agonistica partecipando a diverse gare federali e internazionali di atletica master, conquistando diversi titoli italiani e anche europei.

### L'avvio dell'azienda Missoni
Missoni partecipa alla battaglia di El Alamein e viene fatto prigioniero dagli alleati. Dopo avere passato 4 anni in un campo di prigionia in Egitto, nel 1946 torna in Italia, a Trieste, dove si iscrive al Liceo Oberdan.
Il 18 aprile 1953, Ottavio Missoni sposa Rosita Jelmini (Golasecca, 1931), la cui famiglia possiede una fabbrica di scialli e tessuti ricamati a Golasecca, in provincia di Varese. Missoni a Trieste aveva nel frattempo aperto un laboratorio di maglieria, in società con un amico, il discobolo Giorgio Oberweger. Con la moglie avvia un'attività in via Cattaneo a Gallarate, in un capannone in affitto.
Successivamente i due sposi spostano l'intera produzione artigianale a Sumirago, che diventa il quartier generale Missoni sia come domicilio familiare sia come sede lavorativa. Nel 1954 nasce il loro primo figlio, Vittorio, scomparso nel 2013, cui seguiranno Luca nel 1956 e Angela nel 1958.

### I successi nel campo della moda
Nel 1960 gli abiti Missoni iniziano ad apparire sulle riviste di moda. Nel 1962 Ottavio e sua moglie incominciano ad utilizzare la macchina da cucito Rachel, nata per la lavorazione degli scialli, per la creazione di vestiti che risultano colorati e leggeri. Questa innovazione decreta il successo commerciale della linea.
Anna Piaggi, la famosa giornalista di moda con indiscusse doti di talent-scout, nota le creazioni di Ottavio e Rosita Missoni. Le seguirà con crescente interesse, stagione dopo stagione.
Nel 1966 ha luogo la prima sfilata al Teatro Gerolamo di Milano: è un grande successo. Un anno dopo in aprile, Ottavio e Rosita sono presenti per la prima volta a Palazzo Pitti a Firenze. Rosita, poco prima che le modelle escano in passerella, si accorge che non indossano biancheria del colore adatto e gliela fa togliere. Sotto i riflettori, i capi in maglia diventano trasparenti. Tuttavia, l'idea non viene compresa e l'anno successivo, proprio mentre Yves Saint Laurent a Parigi sta lanciando il suo celebre nude look, i Missoni non vengono più invitati al Pitti. Presentano la loro collezione alla Piscina Solari, con una memorabile sfilata acquatica. Nello stesso anno portano le loro creazioni a Parigi e anche lì ottengono successo.
Nell'aprile 1969 la rivista statunitense Woman's Wear Daily dedica a Missoni la pagina di apertura, e l'anno successivo i magazzini Bloomingdale's di New York aprono una boutique Missoni all'interno del loro grande edificio. È la prima negli Stati Uniti.
In aprile Ottavio e Rosita presentano con successo a Firenze una collezione che definisce una nuova interpretazione grafica dell'abito femminile e maschile. Si tratta del nuovo stile che gli americani avrebbero poi battezzato "put together". Nel 1971 Ottavio presenta a Cortina una collezione con i famosi "patchwork" e i giornali incominciano a paragonare le sue composizioni cromatiche alle opere di arte contemporanea. La casa collabora in questi anni con artisti tessili quali Kaffe Fassett.
Nel settembre 1973 i Missoni ricevono a Dallas il prestigioso Neiman Marcus Fashion Award, equivalente del premio Oscar nel campo della moda. L'anno successivo i Missoni lasciano Firenze e il Pitti e decidono di presentare le loro collezioni a Milano.
Nel 1975 Renato Cardazzo organizza per Ottavio un'esposizione personale alla Galleria Il Naviglio di Venezia: i suoi tessuti sono messi in mostra come quadri. Nel 1976 viene aperta la prima boutique a Milano e nel 1979 il capoluogo lombardo insignisce Ottavio con la medaglia d'oro al valor civile. È solo il primo di una lunga serie di riconoscimenti, nazionali e internazionali.
Nel 1983, Missoni realizza i costumi di scena per la prima della Scala di quell'anno, la Lucia di Lammermoor. Nello stesso anno gli viene conferito il premio San Giusto d'Oro dai cronisti del Friuli Venezia Giulia e nel 1986 viene insignito dell'onorificenza di Commendatore della Repubblica.
Nel mese di ottobre 1987 viene creata una versione Missoni della Autobianchi Y10, sulla base del modello Fire LX. Essa differisce dagli altri modelli per l'esclusivo colore Blu Memphis metallizzato, gli interni con abbinamento cromatico disegnato dallo stilista e il tessuto dei sedili in velluto; in dotazione di serie vetri elettrici e chiusura centralizzata. All'esterno, per riconoscere la vettura, è presente un adesivo "Missoni" sulle fiancate posteriori. Ottavio Missoni partecipò ad uno dei tanti spot pubblicitari che in quegli anni reclamizzavano la Y10 con lo slogan "Y10. Piace alla gente che piace".
Caratteristica di Missoni è quella di non prendere troppo sul serio se stesso, né il suo mestiere. Un suo classico detto è: «per vestirsi male non serve seguire la moda, ma aiuta».
Missoni non ha mai parlato dei suoi colleghi: nella trasmissione Chiambretti Night ha dichiarato: «Non mi chiedere di moda, non me ne intendo, e nemmeno dei miei colleghi, non li conosco bene, li saluto e basta.»
E in merito ai suoi vestiti: «Non compro abiti firmati, mi metto quello che mi piace. Quando sono stato invitato al Quirinale mi serviva uno smoking [...] Non producendo io quella roba, sono entrato da Armani e ne ho comprato uno.»
L'11 febbraio 2001 l'azienda e la famiglia Missoni festeggiano con grandi celebrazioni l'ottantesimo compleanno di Ottavio. Nel 2002, in occasione della prima sfilata in Cina, Ottavio Missoni riceve la laurea honoris causa all'Università di Shanghai.

### La scomparsa del figlio Vittorio

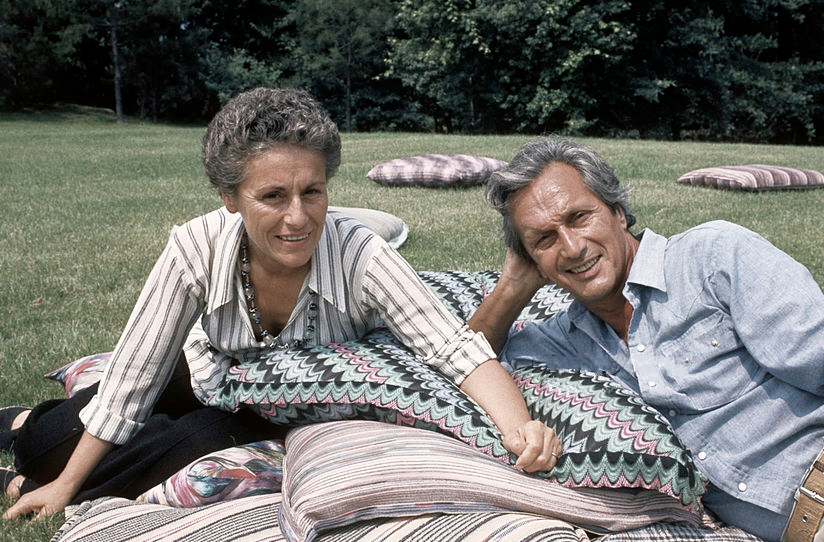
Ottavio Missoni in compagnia della moglie Rosita nel 1975.

Il 4 gennaio 2013, l'aereo da turismo su cui stanno viaggiando Vittorio, figlio di Ottavio, e la moglie scompare presso Los Roques, in Venezuela. Verrà ritrovato il 17 ottobre 2013.

### Missoni Swing i fili di Ottavio e Rosita - il documentario
Il 17 marzo dello stesso anno viene presentato al Bari International Film Festival (evento presieduto da Ettore Scola) il documentario Missoni Swing firmato dal regista Cosimo Damiano Damato. Il film è un lungo dialogo fra l'autore e Ottavio Missoni che racconta il suo vissuto. Colonna sonora è lo swing di Renzo Arbore e un cameo di Dario Fo che recita un testo di Enzo Biagi. I titoli di coda sono accompagnati da Fili, canzone inedita di Erica Mou. Il documentario è stato concepito come un omaggio ai sessant'anni dalla nascita della maison lombarda.

### La morte
Nell'aprile 2013 festeggia il suo sessantesimo anniversario di matrimonio con Rosita, che coincideva anche con i sessant'anni del loro sodalizio creativo.
In seguito a un ricovero in ospedale avvenuto il 1º maggio, chiede di essere dimesso per tornare nella sua casa di Sumirago a Varese, dove muore nella notte fra l'8 e il 9 maggio, all'età di 92 anni.
Dal 1986 al 2006 è stato sindaco del "Libero Comune di Zara in Esilio".

## Archivio
L'archivio Missoni conserva documentazione a partire dal 1950 fino al 2010 e contiene disegni, bozzetti, abiti e accessori, immagini e video di sfilate, pubblicità e cataloghi, rassegne stampa e inviti, e campionari di tessuti.

## Palmarès
| Anno | Manifestazione  | Sede      | Evento      | Risultato | Prestazione | Note |
| ---- | --------------- | --------- | ----------- | --------- | ----------- | ---- |
| 1938 | Europei         | Parigi    | 400 m piani | Batteria  | 50"3        |      |
| 1948 | Giochi olimpici | Londra    | 400 m hs    | 6º        | 54"0        |      |
| 1948 | Giochi olimpici | Londra    | 4×400 m     | Finale    | dnf         |      |
| 1950 | Europei         | Bruxelles | 400 m hs    | 4º        | n/d         |      |

## Campionati nazionali
- 1 volta campione nazionale assoluto dei 400 metri piani (1939)
- 3 volte campione nazionale assoluto dei 400 metri ostacoli (1941, 1947, 1948)
- 3 volte campione nazionale assoluto della staffetta 4×400 metri (1950, 1951, 1952)

### Pubblicazioni
- Augusto Frasca, Missoni, primo sul filo di lana (PDF), in Atletica, n. 1/2011, gen/feb 2011. URL consultato il 10 maggio 2013.
- Roberto L. Quercetani, Dall'Istria con amore (PDF), in Atletica, n. 1/2011, gen/feb 2011. URL consultato il 10 maggio 2013.